# کربوسیکل‌دار کردن فریه
کربوسیکل‌دار کردن فریه یا کربوسیکلیزاسیون فریه (به انگلیسی: Ferrier carbocyclization) (با نام واکنش فریه II نیز شناخته می‌شود) یک واکنش آلی است که اولین بار توسط شیمیدان کربوهیدرات، رابرت جی. فریه در سال ۱۹۷۹ گزارش شد. این واکنش یک بازآرایی با واسطه فلزی است که طی آن انول اتر پیران‌ها به سیکلوهگزانون‌ها تبدیل می‌شوند. به‌طور معمول، این واکنش توسط نمک‌های جیوه، به ویژه جیوه(II) کلرید کاتالیز می‌شود.

## سازوکار واکنش
فریه سازوکار زیر را برای این واکنش پیشنهاد کرد:
در این سازوکار، الفین ترمینال تحت هیدروکسی‌مرکوراسیون قرار گرفته و اولین واسطه، ترکیب ۲، که یک همی‌استال است، تولید می‌شود. در مرحله بعد، متانول از بین می‌رود و ترکیب دی‌کربونیل از طریق حمله به آلدهید الکترون‌دوست حلقوی شده و کربوسیکل را به عنوان محصول تشکیل می‌دهد. نقطه ضعف این واکنش در این است که از دست دادن CH3OH در موقعیت آنومری (کربن ۱) بر مخلوط α- و β-آنومر اثر دارد. این واکنش همچنین برای آلکن‌های استخلافی (به عنوان مثال یک گروه -OAc بر روی آلکن ترمینال داشته باشد) عمل می‌کند.
همچنین فریه گزارش داد که محصول نهایی، ترکیب ۵، می‌تواند طی واکنش با استیک انیدرید (Ac2O) و پیریدین به یک کتون مزدوج (ترکیب ۶) تبدیل شود، همان‌طور که در زیر نشان داده شده‌است.